# Тода
Тода е град в префектура Сайтама, Япония. Населението му е 140 774 жители (по приблизителна оценка от октомври 2018 г.), а площта му e 18,17 кв. км. Намира се в часова зона UTC+9. Основан е през 1966 г. Разполага с жп и автобусен транспорт. Много от жители (по приблизителна оценка от октомври 2018 г.), те използват жп транспорта за придвижване до Токио; най-натоварената жп гара в града обслужва 28 000 пътника на ден.